# Радковка (река)
Ра́дковка (укр. Ра́дківка) — левый приток реки Удай, протекающий по Прилукскому району Черниговской области Украины.

## География
Длина — 18 или 13 км. Площадь водосборного бассейна — 62,6 км².
Река берёт начало в селе Августовка и течёт на юго-запад. Впадает в реку Удай (на 262-м км от её устья) на болоте Удай у села Радьковка.
Русло слабоизвилистое. В нижнем течении русло выпрямлено в канал (канализировано). В верхнем течении река пересыхает. На реке создано несколько прудов.
Пойма занята лесами (доминирование дуба и осины), частично заболоченными участками и лугами. Река (кроме приустьевой части) протекает по территории Ичнянского национального природного парка, созданного 21 апреля 2004 года с площадью 9665,8 га.
Впадают безымянные ручьи.

## Населённые пункты
Населённые пункты на реке (от истока к устью):
1. Августовка
2. Дзюбовка
3. Буды
4. Пелюховка
5. Радьковка